# Andi Engel
Andi Engel (* 11. November 1942 in Berlin; † 26. Dezember 2006 in Lübeck; geboren als Wolf André Oleg Engel) war Filmregisseur, Schauspieler, Kinobetreiber und Herausgeber von Filmzeitschriften.

## Leben
Andi Engel wurde in Berlin geboren und wuchs in Wolfsburg auf. Am Ratsgymnasium leitete er einen Filmclub und ging im Alter von 21 Jahren zurück nach Berlin. Er gab das Filmmagazin Kino heraus und schrieb Kritiken für den Spiegel.
1967 zog er nach England zu seiner Frau Pamela Balfry. 1968 brachte er auf Bitte von Jean-Marie Straub und Danièle Huillet Die Chronik der Anna Magdalena Bach ins Kino. 1975 begründete er die Filmzeitschrift Enthusiasm, 1976 den Filmverleih Artificial Eye.
1989 führte er erstmals und einmalig in seinem Leben Regie im Film Melancholia.

## Filmografie
Regisseur
- 1989: Melancholia

Schauspieler
- 1984: Klassenverhältnisse
- 1992: Das Wasser – Der letzte Kopfsprung (O Último Mergulho)

Talkshow
- 1990: Zeil um Zehn (1990)